# Godofreu de Baixa Lotaríngia
Godofreu (Godofreu de Metz o Godofreu de Julichgau, + 964) va ser comte d'Hainaut 958-964, vi-duc de la Baixa Lotaríngia 959-964 i comte de Julichgau (962-964). Era fill de Godofreu († 949), comte palatí de Lotaríngia, i Ermentruda, filla de Carles el Simple.
El seu pare, un membre de la família dels Matfrids, era fill de Gerard I, comte de Metz i d'Oda de Saxònia, vídua de Zwentibold i germana d'Enric I l'Ocellaire, rei d'Alemanya.
Per la seva tia Oda de Metz, casada amb Goteló, comte de Bidgau i Methingau, era cosí germà de Godofreu I el Captiu, comte de Verdun.
En 958, Brunó de Colònia, duc de la Baixa Lataríngia, li va donar l'Hainaut després de posar fi a la revolta del comte Renyer III, que va ser exiliat. El 959, Lotaríngia que havia conegut durant seixanta anys moltes revoltes, fou dividida administrativament per Brunó en Alta i Baixa Lotaríngia. Va donar el govern de la Baixa Lotaríngia a Godofreu, que no va portar el títol de duc sinó de vi-duc. El 962 també va rebre el Julichgau.
Va acompanyar a l'emperador Otó I en la lluita contra el rei Berenguer II d'Itàlia (pare d'Aubert I d'Itàlia), però va morir d'una epidèmia a Roma en 964.